# Rechtbank Zutphen
Rechtbank Zutphen was tot 2013 een van de rechtbanken in Nederland. De rechtbank bestond sinds 1838, Het arrondissement was toen verdeeld in zeven kantons. Ten tijde van de opheffing omvatte het arrondissement nog vijf kantons: Zutphen, Apeldoorn, Harderwijk, Groenlo en Terborg. De rechtbank ging per 1 januari 2013 op in de nieuwe rechtbank Oost-Nederland, en drie maanden later in de rechtbank Gelderland. Zutphen is een van de zittingsplaatsen van de nieuwe rechtbank.